# La flor de Hawái
La flor de Hawái (título original en alemán: Die Blume von Hawaii) es una opereta en tres actos con música de Paul Abraham y libreto en alemán de Alfred Grünwald, Fritz Löhner-Beda, y Emmerich Földes (también Emric o Imre Foeldes). Se estrenó el 24 de julio de 1931 en el Neues Theater de Leipzig. La obra se vio inspirada por la historia de a última monarca del Reino de Hawái., Liliʻuokalani.
Esta ópera rara vez se representa en la actualidad; en las estadísticas de Operabase aparece con solo 10 representaciones en el período 2005-2010, siendo la primera de Paul Abraham.